# Duke Heitger
Duke Heitger (Toledo, Ohio, 10 mei 1968) is een Amerikaanse trompettist en bandleider in de traditionele jazz.

## Biografie
Heitger kwam in aanraking met de jazz dankzij de platenverzameling van zijn vader. Toen hij twaalf was ging hij in de band van zijn vader spelen. In 1991 ging hij naar New Orleans, waar hij zich aansloot bij Jacques Gauthé's Creole Rice Jazz Band. In 1998 nam hij de leiding van de Steamboat Stompers over. Tevens leidde hij eigen bands. Duke, een geoloog, heeft zes albums onder eigen naam opgenomen (2017). In een duo met Bernd Lhotzky nam hij Doin 'the Voom Voom op voor Arbors Records. Verder heeft hij met Dan Barrett, Marty Grosz, Dick Hyman, Engelbert Wrobel, John Gill en Banu Gibson gewerkt. Hij heeft opgetreden in de Hollywood Bowl, op het Edinburgh Jazz & Blues Festival en op Jazz Ascona. Tevens toerde hij met de Statesmen of Jazz, waartoe toen Warren Vaché, John Allred, Howard Alden en Ken Peplowski behoorden. Heitger is te horen op albums van John Cleary, Jack Maheu, de Squirrel Nut Zippers en Joe Muranyi.

## Discografie (selectie)
- Duke Heitger & His Swing Band Rhythm Is Our Business (Fantasy Records 2000)
- International Hot Jazz Quartet Havin´ a Ball (2010, met Engelbert Wrobel, Paolo Alderighi, Oliver Mewes)
- Duke Heitger's Steamboat Stompers Vol. 2 (GHB 2015)